# Тюркин, Пётр Андреевич
Пётр Андре́евич Тю́ркин (июнь 1897, Николаевск, Самарская губерния — 2 мая 1950, Москва) — советский государственный и партийный деятель; председатель Ленинградского облисполкома (1937), народный комиссар просвещения РСФСР (1937—1940). Участник Великой Отечественной войны, генерал-майор (06.12.1942).

## Биография
Родился в крестьянской семье. Учился в Николаевской гимназии, с 6 класса подрабатывал репетиторством; во время февральской революции был организатором забастовки гимназистов. В 1918 году окончил гимназию, вступил в РКП(б); в том же году участвовал в защите родного города от бандитов и белоказаков, был секретарём городского комиссариата труда. В 1918—1919 годы учился в Саратовском промышленном экономическом институте (прервал учёбу по болезни), одновременно был членом революционной комиссии (от Союза работников коммунальных предприятий) Областного совета профсоюзов Поволжья.
В 1920—1926 годы работал инструктором, заведующим отделом единой школы в Самарском отделе народного образования, затем — заведующим губернским отделом народного образования. Одновременно возглавлял губернскую комиссию по улучшению быта детей, был членом губернской комиссии по борьбе с голодом, членом президиума губисполкома и Самарского горсовета; в 1922 году в Семипалатинской губернии и Акмолинской области руководил работой делегации по заготовке продовольствия для Поволжья.
В 1926—1929 годы — начальник Главного управления социалистического воспитания Народного комиссариата просвещения РСФСР; одновременно входил в состав правления издательства «Работник просвещения», руководил политшколами и кружками, редактировал книги.
В 1929—1931 годы заведовал Нижегородским краевым отделом народного образования; одновременно — уполномоченный Наркомпроса. С ноября 1931 по февраль 1933 года — ответственный редактор газеты «Горьковская коммуна». В эти годы также возглавлял краевую комиссию по раскулачиванию, краевое отделение Всесоюзного общества воинствующих диалектиков-марксистов, оргбюро Союза советских писателей, краевую редакционно-издательскую коллегию ОГИЗ’а; был редактором бюллетеня крайисполкома. Первым секретарём Горьковского крайкома партии по 1934 год был А. А. Жданов, с участием которого состоялись последующие назначения П. А. Тюркина на руководящие должности в Горьком, в Москве и Ленинграде.
С марта 1933 по 22 июня 1935 года — директор Горьковского механико-машиностроительного института; занимался проблемой долгостроя учебного здания.
С 22 июня 1935 по 19 июня 1936 года — директор Ленинградского индустриального института. В декабре 1935 года представил на имя государственного инспектора по втузам при ЦИК СССР Н. И. Подвойского «Докладную записку директора Ленинградского индустриального института о материально-технической базе института и мероприятиям по улучшению подготовки инженерных кадров», в которой изложил план реконструкции и развития института с просьбой вынести его на рассмотрение Совнаркома СССР.

Сочетая строгую требовательность к организации учебного процесса и к успеваемости с внимательным отношением к нуждам профессорско-преподавательского состава и студенчества, Тюркин добился ощутимых результатов в качестве директора самого крупного вуза тяжелой промышленности — Ленинградского индустриального института.— из Распоряжения по Главному управлению учебными заведениями Наркомата тяжёлой промышленности (1936)
С июня 1936 года работал в Ленинградском областном отделе народного образования, затем — заместителем председателя Ленинградского облисполкома. В этот период в области было построено более 100 школ, приведены в порядок избы-читальни. Со 2 сентября по 26 октября 1937 года — председатель Ленинградского облисполкома.
С 26 октября 1937 по 28 февраля 1940 года — нарком просвещения РСФСР. В эти годы наркоматом был принят ряд решений о бесплатной раздаче учебников, о формировании единых школьных программ, о подготовке учителей (заочное высшее образование), по развитию библиотечного дела. 15 февраля 1938 года П. А. Тюркин распорядился помечать грифом «жалоба» все присылаемые в Наркомпрос письма «с мест» и разбирать их вне очереди, а чиновникам наркомата иметь с собой список жалоб при поездках в регионы.
С марта по июнь 1940 года — директор Московского инженерно-экономического института имени С. Орджоникидзе, с июня 1940 по сентябрь 1941 года — директор Ленинградского индустриального института. 10 ноября 1940 года по ходатайству дирекции института и Всесоюзного комитета по делам высшей школы при СНК СССР, подготовленному П. А. Тюркиным, институту было возвращено наименование «Ленинградский политехнический институт им. М. И. Калинина».
С 1941 года — в рядах Красной армии; во время блокады Ленинграда (1941—1944) — член Военного совета 67-й армии, начальник политического управления Ленинградского фронта; генерал-майор (6.12.1942).
После войны — заместитель председателя Ленгорисполкома, директор Института истории партии при Ленинградском обкоме ВКП(б).
Был избран:
- членом ВЦИК РСФСР (1931—1933)[1][2];
- депутатом (от Ленинградского сельского избирательного округа[4]) Совета Национальностей Верховного Совета СССР 1-го созыва (1937—1946)[9]; с 13.01.1938 по 29.02.1940 был председателем Комиссии законодательных предложений Совета национальностей ВС СССР[10];
- членом бюро Горьковского крайкома ВКП(б) (1930-е)[5], членом Выборгского райкома и Ленинградского обкома ВКП(б) (1935—1937)[1][2].

В связи с «Ленинградским делом» был исключен из партии и арестован 19 ноября 1949 года по обвинению в преступлениях, предусмотренных ст. 58 УК РСФСР. Умер 2 мая 1950 года в больнице Бутырской тюрьмы в Москве. Постановлением Следственного управления КГБ СССР от 25.06.1954 уголовное дело П. А. Тюркина было прекращено за отсутствием состава преступления. Партийная реабилитация состоялась в 1959 году.

## Награды
- персональный автомобиль «М-1» (декабрь 1936)[К 7][1] — за большой вклад в коммунистическое просвещение[2];
- медаль «За оборону Ленинграда» (1942)[8]
- орден Ленина (1943)[8]
- орден Красного Знамени (18.11.1944)[11] — за образцовое выполнение заданий правительства по снабжению Ленинграда и Ленинградского фронта по «Дороге жизни»[1][2]
- медаль «За победу над Германией в Великой Отечественной войне 1941—1945 гг.» (9.5.1945)[12].

## Адреса
Пугачёв, ул. Солдатская.

## Комментарии
1. ↑  С 11.11.1918 — город Пугачёв, ныне в Саратовской области, Россия.
2. ↑  В некоторых источниках[3] указывается местом работы в эти годы Саратов (по-видимому, ошибочно).
3. ↑  По другим данным — заместитель начальника[1][2].
4. ↑  С сентября 1934 года, после объединения с Химико-технологическим институтом, вуз получил название «Горьковский индустриальный институт».
5. ↑  Указывается также дата вступления в должность 31.08.1937[4].
6. ↑  По другим данным — в 1942—1943[3].
7. ↑  Награждён приказом Наркома просвещения.